# Lutzomyia torrealbai
Lutzomyia torrealbai är en tvåvingeart som beskrevs av Martins A. V., Ordoñez R., Falcão A. L. 1979. Lutzomyia torrealbai ingår i släktet Lutzomyia och familjen fjärilsmyggor.
Artens utbredningsområde är Venezuela. Inga underarter finns listade i Catalogue of Life.